# Volkskommissariat für Nationalitätenfragen
Das Volkskommissariat für Nationalitätenfragen (russisch Народный комиссариат по делам национальностей Narodny komissariat po delam nazionalnostei; kurz: НКНац oder Наркомнац; Transkription: NKNaz oder Narkomnaz) war ein staatliches Organ Sowjetrusslands. Es war von November 1917 bis April 1924 für Fragen und Probleme im Zusammenhang mit den verschiedenen Nationalitäten in der RSFSR zuständig. In der Sowjetunion gab es kein vergleichbares Volkskommissariat.

## Geschichte
Das Volkskommissariat für Nationalitätenfragen gehörte zu den Volkskommissariaten, die im Verlauf der Oktoberrevolution auf Grund des Dekretes über die Bildung des Rates der Volkskommissare gebildet wurden, das vom Zweiten Allrussischen Sowjetkongress am 26. Oktoberjul. / 8. November 1917greg. verabschiedet wurde.
Zum ersten (und einzigen) Volkskommissar für Nationalitätenfragen wurde Stalin berufen.
Die Aufgaben des Volkskommissariats waren:
1. das friedliche Zusammenleben und die brüderliche Zusammenarbeit aller Völker und Minderheiten in der RSFSR sicherstellen, ebenso in den brüderlichen Sowjetrepubliken;
2. die materielle und geistige Entwicklung der Völker und Minderheiten zu unterstützen, unter Berücksichtigung ihrer Lebensbedingungen, ihrer Kultur und ihrer wirtschaftlichen Bedingungen;
3. Umsetzung und Verwirklichung der Nationalitätenpolitik der Sowjetmacht.

Der Allrussische Sowjetkongress verabschiedete am 2. Novemberjul. / 15. November 1917greg. die Deklaration über die Rechte der Völker Russlands. Im Juni 1917 hatte der Allrussische Sowjetkongress das Recht der Völker Russlands auf freie Selbstbestimmung verkündet. Der zweite Allrussische Sowjetkongress hatte im Oktober 1917 dieses Recht der Völker Russlands entschieden und ausdrücklich bestätigt.
Die Deklaration wurde von einem Dekret des Rates der Volkskommissare bestätigt, und von Lenin und Stalin unterzeichnet. An ihrer Ausarbeitung war auch Nikolai Bucharin beteiligt.
Folglich beschloss der Rat der Volkskommissare, folgende Grundsätze hinsichtlich der verschiedenen Nationalitäten in Russland bei seiner Arbeit zu beachten:
1. Gleichheit und Souveränität der Völker Russlands.
2. Das Recht der Völker Russlands auf freie Selbstbestimmung, einschließlich des Rechtes auf einen eigenen Staat.
3. Abschaffung aller nationalen oder national-religiösen Privilegien und Beschränkungen.
4. Freie Entwicklung der nationalen Minderheiten und ethnischen Gruppen, die in Russland leben.

Wie diese Beschlüsse in die Praxis umgesetzt werden sollten, wurde völlig offen gelassen. Tatsächlich nutzten die meisten Minderheitengebiete des Russischen Kaiserreiches wie etwa die Ukraine, Belarus oder Georgien die später als Oktoberrevolution bezeichnete illegale Machtübernahme der Bolschewiki als Anlass ihre nationale Unabhängigkeit zu erklären, ohne dabei die Regierung Sowjetrusslands zu konsultieren.
Im ersten Halbjahr 1918 befanden sich lediglich Baschkortostan und Tatarstan als bedeutende Minderheitengebiete im Machtbereich der KPR(B). Deswegen war die Bedeutung des Volkskommissariats, das im Gegensatz allen anderen Volkskommissariaten kein historisches Pendant bei den Ministerien des Russischen Kaiserreiches hatte und deswegen völlig neu organisiert werden musste, zu diesem Zeitpunkt nur minimal. Nach dem vollständigen Ausbruch des Russischen Bürgerkrieges war die Arbeit des Volkskommissariats ab Juni 1918 nur eingeschränkt möglich, da Stalin in der kritischen Phase des Bürgerkrieges bis zum Ende des Jahres 1919 mit anderen Dingen befasst war.
Nach dem sich zu Beginn des Jahres 1920 abzeichnenden Sieg der Roten Armee und der damit einhergehenden gewaltsamen Eingliederung umfassender Minderheitengebiete in der Ukraine, im Kaukasus und in Zentralasien in den sowjetischen Machtbereich gewann das bis dahin unbedeutende Volkskommissariat eine machtpolitische Bedeutung. Beim Volkskommissariat für Nationalitätenfragen wurde mit Dekret vom 21. April 1921 der Nationalitätenrat geschaffen. Diesem Nationalitätenrat gehörten Vertreter aller autonomen Gebiete der RSFSR an. Stalin verfolgte als Volkskommissar für Nationalitätenfragen von 1921 bis zum Sommer 1922 die Politik einer nahezu vollständigen Eingliederung aller Minderheitengebiete in die RSFSR, was der im Russischen Kaiserreich praktizierten Minderheitenpolitik gleichkam. Lediglich bei Sprache, Kultur, Justiz, innere Angelegenheiten und Landwirtschaft sollte den Minderheitengebieten Autonomie gewährt werden. Im Prozess der Gründung der Sowjetunion wurde er dahingehend von Lenin und Trotzki überstimmt. 1923 gab Stalin, der inzwischen Generalsekretär des ZK der KPR(B) geworden war, das Amt des Volkskommissars für Nationalitätenfragen ab, ohne das ein Nachfolger benannt wurde. Am 9. April 1924 wurde das nunmehr führerlose Volkskommissariat für Nationalitätenfragen aufgelöst und seine Aufgaben vom Allrussischen Zentralen Exekutivkomitee (WZIK) übernommen.